# Токонома

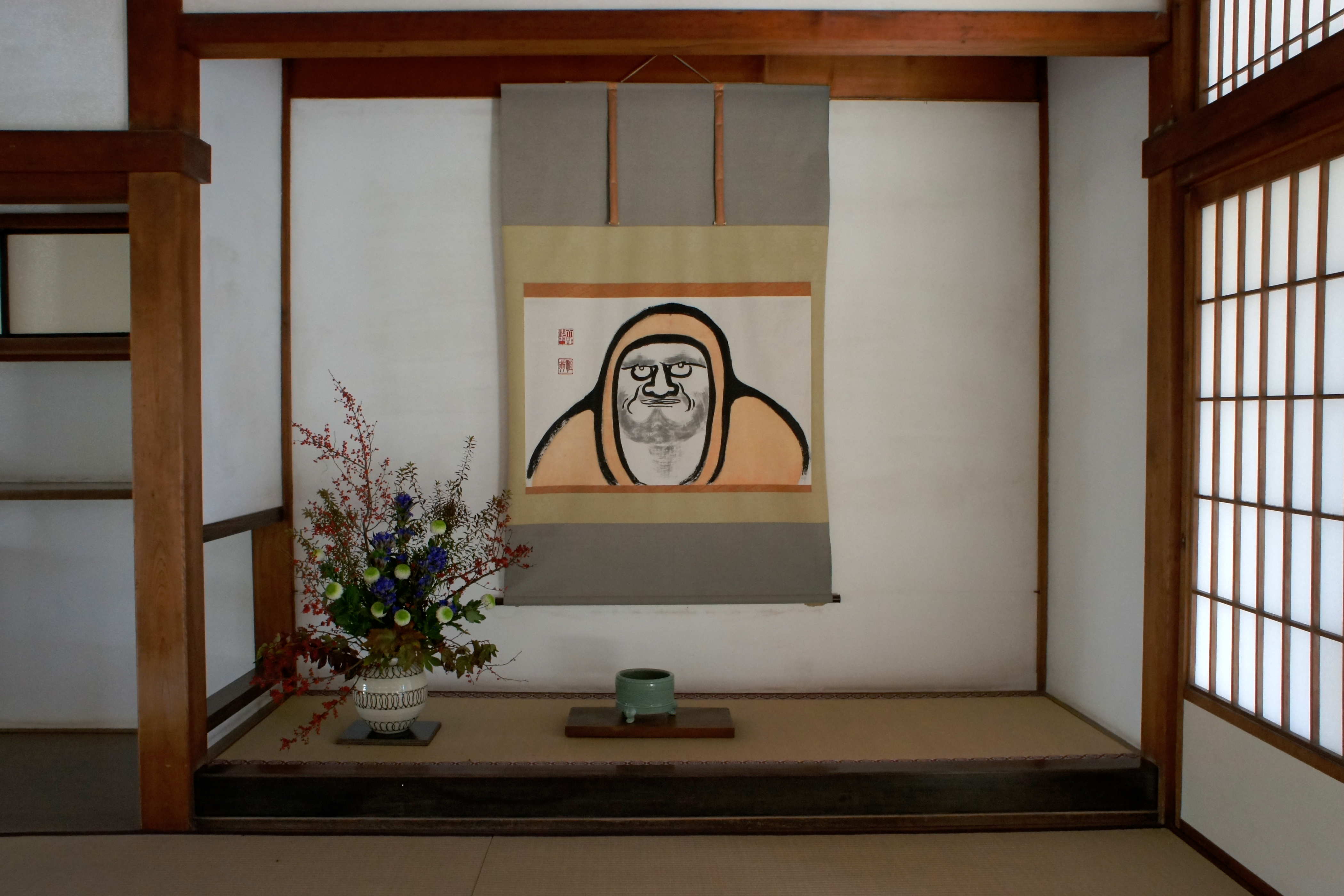
Токонома

Токонома (яп. 床の間) — альков або ніша в стіні традиційного японського житла. Є однією з 4 основних складових елементів головного приміщення японського аристократичного будинку.
Традиційно токонома є невеликою нішею в стіні приміщенні, в якій розташовується або традиційна японська гравюра, або сувій з каліграфічно написаним висловом, девізом або віршем. Крім того, звичайним атрибутом токономи є невелика квіткова композиція (ікебана), іноді — курильниця для пахощів. Останнім часом японці розміщують в центрі токономи також і телевізор.
Вважається, що токонома з'явилися в японських будинках під впливом естетики «дзен» в епоху Муроматі.
Відповідно до прийнятого етикетом, в традиційних японських будинках місце, де людина сидить спиною до токономи, вважається почесним. Людина, що сидить спиною до священної токономи, в якій зберігаються традиційні цінності будинку, сам опиняється на рівні шанованих цінностей (те ж правило стосується і місця біля домашнього вівтаря). Таке почесне місце відповідно до правил етикету, обов'язково запропонують гостю, тим самим демонструючи свою повагу і шанування. У свою чергу, гостю годиться, демонструючи свою скромність, всіляко відмовлятися від цього почесного місця.
Входити в токоному категорично забороняється, але ставити освіжувач або телевізор можна.